# Dąb Małgosi

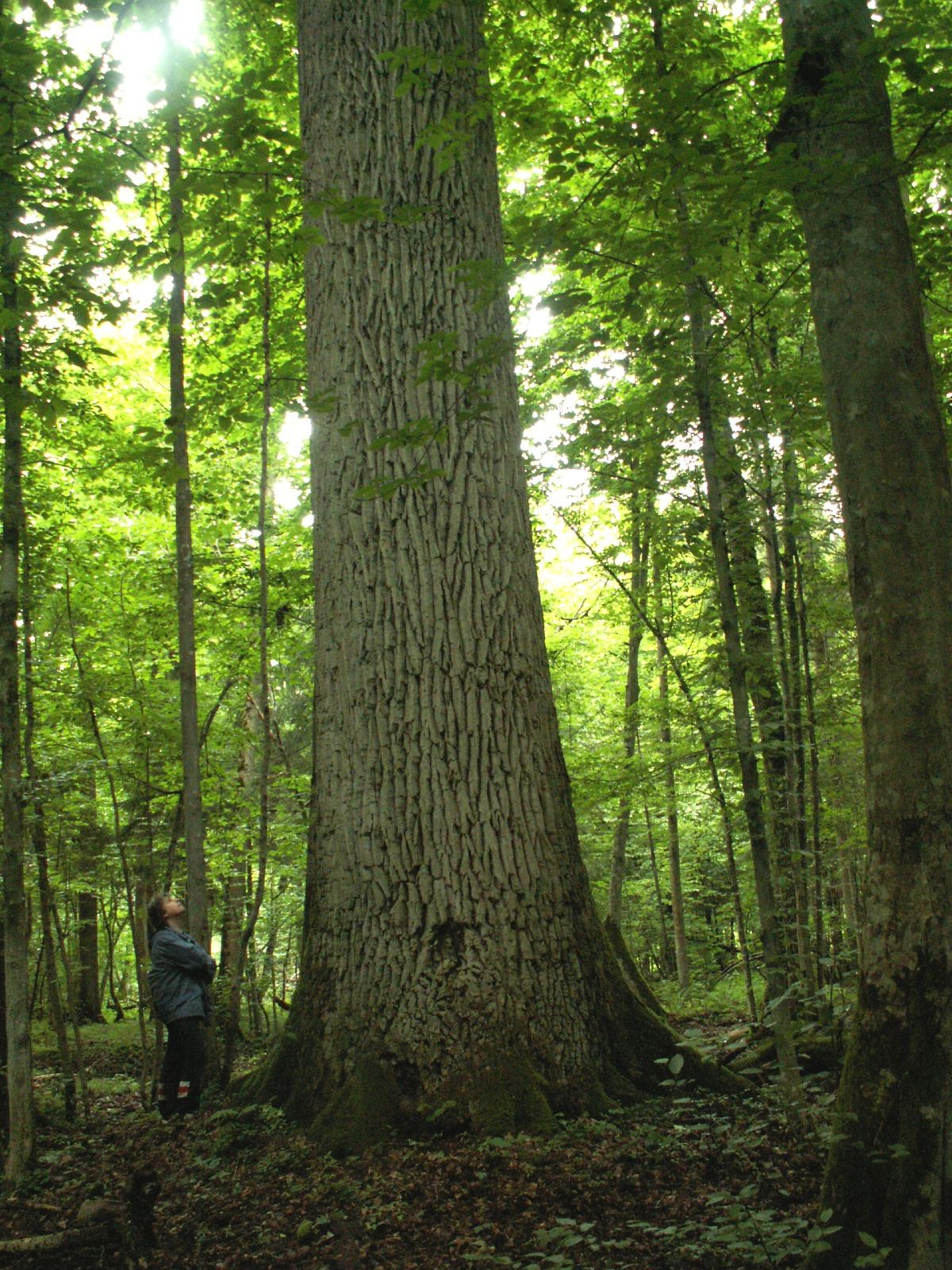
Dąb Małgosi – widok od południa

Dąb Małgosi – jeden z najpotężniejszych dębów Puszczy Białowieskiej o piękniej kolumnie pnia i zawartej koronie. Dąb rośnie na obszarze Białowieskiego Parku Narodowego niedaleko doliny rzeki Narewki. Obwód pnia na wys. 130 cm – 578 cm (2009 r.), wysokość kolumny pnia do pierwszej gałęzi 21 m, całkowita wysokość kolumny pnia ponad 25 metrów, wysokość drzewa – 41 m, co pozwala zaliczyć ten dąb do grona najwyższych dębów szypułkowych w Polsce, a może także w Europie. W Puszczy podobną wysokość ma np. najgrubszy Dąb Maciek – najpotężniejszy dąb Puszczy Białowieskiej.
Drzewo rośnie w lesie wilgotnym. ze stagnującą w okresie wczesnowiosennym wodą. Podstawa pnia  porośnięta mchami, napływy korzeniowe delikatnie spływające ku ziemi. Drzewo nosi imię osoby, która wyśledziła je w białowieskim mateczniku – Małgorzaty Karczewskiej.